# Holger Hieronymus
Holger Hieronymus (Hamburg, el 22 de febrer de 1959) és un ex jugador de futbol alemany.